# Svenska Akademien
Det litterære selskab Svenska Akademien, De Aderton ("de atten", efter antallet af medlemmer), blev stiftet den 20. marts 1786 af kong Gustav 3. af Sverige. Dets formål er at fremme den svenske litteratur og det svenske sprog.
Akademiet er internationalt mest kendt for som rolle som jury for Nobelprisen i litteratur. I Sverige er akademiet også kendt som udgiver af Svenska Akademiens ordbok, den mest anerkendte ordbog over svensk sprog.

## Permanent sekretær (Ständig Sekreterare)
- Nils von Rosenstein, 1786–1824
- Frans Michael Franzén, 1824–1834
- Bernhard von Beskow, 1834–1868
- Johan Erik Rydqvist, 1868-1869 (konstituert)
- Ludvig Manderström, 1869–1872
- Carl Gustaf Strandberg, 1872–1874 (konstituert)
- Henning Hamilton, 1874–1881
- Bror Emil Hildebrand, 1881–1883 (konstituert)
- Carl David af Wirsén, 1883–1884 (konstituert); 1884-1912 (ordentlig)
- Hans Hildebrand, 1912 (konstituert)
- Erik Axel Karlfeldt, 1913–1931
- Per Hallström, 1931–1941
- Anders Österling, 1941–1964
- Karl Ragnar Gierow, 1964–1977
- Lars Gyllensten, 1977–1986
- Sture Allén, 1986–1999
- Horace Engdahl, 1999–2009
- Peter Englund, 2009–2015
- Sara Danius, 2015–2018
- Anders Olsson , 2018- 2019
- Mats Malm, 2019